# Live! (Robert Fripp)
Live! è un album dal vivo di Robert Fripp and the League of Crafty Guitarists pubblicato nel 1986.

## Storia
Live! è l'album con cui Fripp presentò per la prima volta il repertorio nato durante i seminari di Guitar Craft da lui diretti a partire dal marzo del 1985. The League of Crafty Guitarists è appunto un gruppo variabile di allievi di quei seminari (su quest'album, diciassette), da lui specificamente scelti per suonarne dal vivo la musica. Tra loro, fece qui il suo debutto discografico Trey Gunn, futuro collaboratore stabile e di lungo corso dello stesso Fripp al Chapman Stick e alla Warr Guitar in vari progetti, tra cui i King Crimson nel decennio 1994-2004.
Oltre a dieci brani registrati dal vivo da Fripp col suddetto ensemble a Claymont Court, la residenza di Charles Town nella Virginia Occidentale all'epoca sede del Guitar Craft, il disco include The New World, una traccia della durata di quasi dieci minuti costituita da una base di Frippertronics, registrata dal vivo nel 1979, su cui il chitarrista nel 1985 sovraincise un assolo, presso uno studio a Poole, nel Dorset.

## Tracce
Musiche di Robert Fripp eccetto dove indicato.
Lato A
1. Guitar Craft Theme I: Invocation – 5:18
2. Tight Muscle Party at Love Beach – 1:22 (musica: Andrew Essex)
3. The Chords that Bind – 1:43
4. Guitar Craft Theme III: Eye of the Needle – 2:20
5. All or Nothing II – 3:59
6. Guitar Craft Theme II: Aspiration – 3:58

Lato B
1. All or Nothing I – 4:44
2. Circulation – 3:54
3. A Fearful Symmetry – 3:21 (musica: Fripp, The League of Crafty Guitarists)
4. The New World – 9:55
5. Crafty March – 3:15 (musica: Fripp, The League of Crafty Guitarists)

## Formazione
- Robert Fripp – chitarra acustica (eccetto traccia: 10), chitarra elettrica (traccia: 10), Frippertronics (traccia: 10)
- The League of Crafty Guitarists – chitarre acustiche (eccetto traccia: 10):

Terry Blankenship
Roy Capellaro
Jon Diaz
John Durso
Andrew Essex
Tony Geballe
Claude Gillet
Curt Golden
Mike Gorman
Trey Gunn
Bryan Helm
James Hines III
Danny Howes
David Mazza
John Miley
John Novak
Mark Tomacci